# Бисерци
Бисерци е село в Североизточна България. То се намира в община Кубрат, област Разград.

## География
Село Бисерци се намира на 11 км от Кубрат по посока Тутракан, на 25 км от Тутракан, на 47 км от Разград и на 50 км от Русе. Близо до село Бисерци се намират селата Задруга (2 км), Божурово (7 км), Тертер (5 км), Мъдрево (8 км). Разположено е в равнинно-хълмиста област, като по-голямата част от селото е разположена в ниската част на хълма. В близост до селото се намира главният път Кубрат – Тутракан. На 4 км извън селото в посока Тутракан има селскостопанско летище.

## Поминък
Населението се занимава предимно със земеделие и животновъдство.

## История
Старото име на селото е Настрадън. През 1940 г. с министерска заповед № 3077 (обн. на 23 ноември 1940 г.) село Гълъбари е присъединено към село Бисерци
През периода 1968 – 1972 г. в селото се провеждат национални събори по народни борби. 

## Обществени институции
В Бисерци има основно училище „Никола Йонков Вапцаров“, където учат близо 20 ученици. Разполага с компютърна зала за учещите. В селото също така има и читалище „Стефан Караджа“, кметство, поща. Религиозните обекти са църква и 2 джамии.

## Редовни събития
Всяка година втората седмица на юни се организира събор на населеното място. Юноши от спортен клуб по борба „Славия“ – Бисерци и близките села и градове се борят за първа награда.

## Личности
- Хасан Исаев (р. 1952), олимпийски шампион по борба
- Нермедин Селимов (р. 1953), европейски и световен шампион по борба, олимпийски медалист

- Основно училище „Н. Вапцаров“
- Читалище „Стефан Караджа“